# Willie Warren
Willie D. Warren (Dallas, 22 ottobre 1989) è un cestista statunitense.

## Carriera
Formatosi alla North Croweley High School, nel draft NBA 2010 è stato scelto dai Los Angeles Clippers in cui ha giocato per una stagione.

## Palmarès
- McDonald's All-American Game (2008)